# Antonio Musa

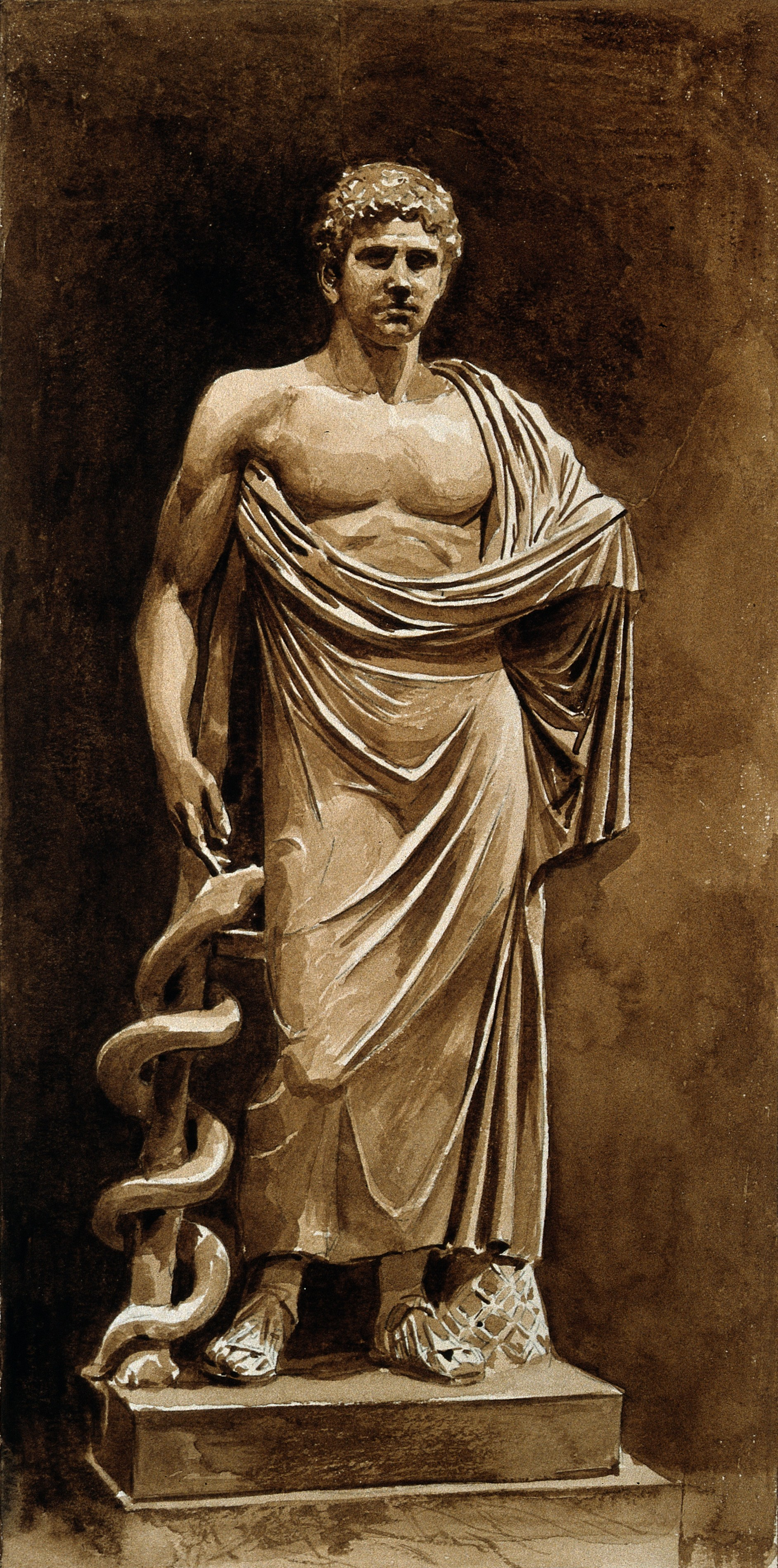
Antonio Musa.

Antonio Musa (63 a. C. - 14 a. C.) fue un botánico y el médico del emperador romano Augusto. Era de origen griego y liberto.
En el año 23 a. C., estando seriamente enfermo Augusto de artrosis en sus articulaciones, Musa lo curó con hidroterapia alternando baños de agua caliente con compresas frías aplicados en las zonas doloridas, volviéndose de esta manera inmediatamente famoso y ganando así su libertad.
Musa, el grupo vegetal que incluye la banana, y numerosas especies más, fue nombrado por Carlos Linneo en su honor. 
El hermano de Musa, Euforbo, fue médico del rey Juba II de Numidia, y en su honor se nombró al género Euphorbia.